# Freycinetia tenuis
Freycinetia tenuis är en enhjärtbladig växtart som beskrevs av Hermann Maximilian Carl Ludwig Friedrich zu Solms-Laubach. Freycinetia tenuis ingår i släktet Freycinetia och familjen Pandanaceae. Inga underarter finns listade.